# قره‌قاچ (مهاباد)
قره‌قاچ (مهاباد)، روستایی از توابع بخش خلیفان شهرستان مهاباد در استان آذربایجان غربی ایران است.

## جمعیت
این روستا در دهستان منگور شرقی قرار دارد و براساس سرشماری مرکز آمار ایران در سال ۱۳۸۵، جمعیت آن ۴۴ نفر (۸ خانوار) بوده‌است.